# Billy Gibson
Billy Gibson – amerykański harmonijkarz i wokalista, nazywany Księciem Beale Street, Harmonijkarz Roku 2009 Blues Music Award. Autor kilku płyt prezentujących głównie blues i jazz.

## Życiorys
Billy Gibson rozpoczął grę na harmonijce w bardzo młodym wieku. „Była tania i łatwo można z niej było wydobyć dźwięk” – jak sam wspomina w notce biograficznej. Pragnąc dalej się szkolić, przeniósł się do Clarksdale, Mississippi, gdzie rozpoczął profesjonalne występy z Johnnie Billingtonem w grupie Midnighters, a następnie do Memphis. Tam słynna Beale Street stała się dla niego, jak to określa, „uniwersytetem bluesa”.
Jego talent, ciekawy sposób śpiewania i brawurowa gra na harmonijce zostały szybko dostrzeżone i docenione.
W 1999 roku Billy otrzymał propozycję współpracy z firmą Hohner, na której harmonijkach gra od lat.
W 2005 roku zdobył tytuł Wykonawcy Roku Beale Street.
W 2009 roku otrzymał bardzo prestiżową nagrodę Blues Music Award Instrumentalist Of The Year – Harmonica, przyznawaną przez Blues Foundation. Trzy lata wcześniej otrzymał nominację za płytę „The Billy Gibson Band” w kategorii Best New Artist Debut.
W 2009 roku wziął udział w trasie koncertowej Bluzapalooza, w czasie której występował dla żołnierzy amerykańskich w Iraku i Kuwejcie.
Billy Gibson był też członkiem grupy bluesrockowej Junkyardmen.
Jest autorem 6 autorskich płyt CD (spośród których dwie prezentują jego bardziej jazzowe fascynacje) i jednego DVD.
Jego harmonijkę można usłyszeć na płytach takich wykonawców jak Deborah Coleman (Soft Place To Fall) czy Michael Burks (I Smell Smoke).
Latem 2010 roku Magda Piskorczyk zaprosiła go na wspólną trasę w Polsce, Niemczech i Czechach, w czasie której zagrali 22 koncerty w ciągu miesiąca.
W październiku 2011 roku ukazał się dwupłytowy album Magdy Piskorczyk zatytułowany „Afro Groove” prezentujący koncert zarejestrowany w czasie tejże trasy na XI Festiwalu Satyrblues w Tarnobrzegu. Płyta otrzymała nominację do nagrody Fryderyk 2012.

## Dyskografia
DVD
- Billy Gibson – The Prince of Beale Street: Live at the North Atlantic Blues Festival DVD (2008)

CD
- The Billy Gibson Band – Live at Rum Boogie Cafe (2007)
- The Billy Gibson Band – Southern Livin' (2006)
- Billy Gibson – The Billy Gibson Band (2005)
- Billy Gibson – In A Memphis Tone (2004)
- Billy Gibson – Nearness Of You (2001)
- Junkyardmen – Keep on Workin’ (1999)
- Junkyardmen – Scrapheap Full of Blues (1998)
- Billy Gibson – Billy Gibson (1996)

CD - Udział gościnny
- Buddy Flett - Rough Edges [2013]
- The Daddy Mack Blues Band - Pay the Piper [2012]
- Magda Piskorczyk feat Billy Gibson – Afro Groove (2011)
- The Daddy Mack Blues Band - Bluesfinger [2010]
- The Daddy Mack Blues Band - Slowride [2006]
- Charlie Wood - Lucky [2006]
- Michael Burks - I Smell Smoke [2003]
- David Bowen - Where There’s A Will There’s A Way [2000]
- Deborah Coleman - Soft Place to Fall [2000]